# هامة (الرضمة)

تعديل مصدري - تعديل

هامة هي إحدى قرى عزلة عجيب بمديرية الرضمة التابعة لمحافظة إب، بلغ تعداد سكانها 158 نسمة حسب تعداد اليمن لعام 2004.